# Tony Barton (atleta)
Tony Barton (Estados Unidos, 17 de octubre de 1969) es un atleta estadounidense retirado especializado en la prueba de salto de altura, en la que consiguió ser medallista de bronce mundial en pista cubierta en 1995.

## Carrera deportiva
En el Campeonato Mundial de Atletismo en Pista Cubierta de 1995 ganó la medalla de bronce en el salto de altura, con un salto por encima de 2.32 metros, tras el cubano Javier Sotomayor (oro con 2.38 metros) y el griego Lambros Papakostas (plata con 2.35 metros que fue récord nacional griego).